# Emmanuel Rivera
Emmanuel Miguel Rivera (Mayagüez, Puerto Rico, 29 de junio de 1996), más conocido como Emmanuel Rivera, es un jugador profesional puertorriqueño de béisbol que se desempeña en la posición de tercera base en Baltimore Orioles, equipo de las Grandes Ligas de Béisbol (MLB).

## Carrera
Rivera hizo su debut en la MLB con el equipo Kansas City Royals, en el cual jugó dos temporadas (2021-2022), después pasó a Arizona Diamondbacks (2022-2023), luego a Miami Marlins (2024), posteriormente a Baltimore Orioles, donde lleva jugando una temporada.